# Крыжовник (рассказ)
«Крыжо́вник» — рассказ Антона Павловича Чехова, опубликованный в журнале «Русская мысль» в 1898 году. Рассказ входит в «Маленькую трилогию», состоящую из рассказов «Человек в футляре», «Крыжовник», «О любви». В рассказе говорится о человеке, который всю свою жизнь подчинил материальной идее — желанию иметь усадьбу с кустами крыжовника.

## История создания
Впервые рассказ «Крыжовник» был напечатан в августовском номере журнала «Русская мысль» 1898 года. Рассказы «Крыжовник» и «О любви», продолжавшие «маленькую трилогию», начатую рассказом «Человек в футляре», были созданы Чеховым в Мелихове в июле 1898 года.
Известный юрист Анатолий Кони рассказал Антону Павловичу Чехову историю петербургского чиновника, который откладывал сбережения для того, чтобы сшить парадный мундир с золотыми вышивками. Костюм сшили, но ни одного бала и приёма в ближайшее время не намечалось. Мундир убрали, а осенью оказалось, что от нафталина золото потускнело. Спустя полгода чиновник скончался, и мундир впервые был надет только на его труп. Первоначальный замысел «Крыжовника» напоминает историю петербургского чиновника, которую Чехов мог знать от самого Кони или же со слов Толстого. Только вместо мундира главный герой рассказа мечтает о поместье с кустами крыжовника.
Первый набросок «Крыжовника» в записках Чехова выглядит так:
Заглавие: Крыжовник Х служит в департаменте, страшно скуп, копит деньги. Мечта: женится, купит имение, будет спать на солнышке… Есть свои щи. Прошло 25, 40, 45 лет. Уже он отказался от женитьбы, мечтает об имении. Наконец 60. Читает многообещающие соблазнительные объявления о сотнях, десятинах, рощах, реках, прудах, мельницах. Отставка. Покупает через комиссионера именьишко на пруде. Обходит свой сад и чувствует, что чего-то не достаёт. Останавливается на мысли, что не достаёт крыжовника, посылает в питомник. Через два-три года у него рак желудка и подходит смерть, ему подают на тарелке его крыжовник. Он поглядел равнодушно…
«Крыжовник» был высоко оценён некоторыми критиками, Немирович-Данченко находил, что в нём есть очень хорошие мысли. В письме Чехову он отмечал: «Несмотря на работу до одури и нервной одышки, я успеваю читать. Сейчас закрыл книгу на рассказе „О любви“. „Крыжовник“ хорошо. Хорошо, потому что есть и присущий тебе колорит, как в общем тоне и фоне, так и в языке, и еще потому, что очень хорошие мысли».
Наталия Душина писала автору: «Когда я прочла „Крыжовник“, мне жутко стало и жалко его, бесконечно жалко бедного, одинокого, черствого душой человека. „Любовь“ тоже пережила я вместе с теми, которые были так близки душой друг к другу, а с виду должны были казаться чужими. И страшно то, что жить всё ж таки надо было и жизнь шла своим обычным ходом и даже разлука пережилась, и пришлось дальше жить, те же занятия пошли, те же мелочи, а сознание, что нет любимого человека, наполняло душу, и казалось, жить нельзя, а жилось».
Н. Н. Гусев присылал из ссылки Л. Н. Толстому выдержку из рассказа «Крыжовник»: «Счастья нет и не должно быть, а если в жизни есть смысл и цель, то смысл этот и цель вовсе не в нашем счастье, а в чем-то более разумном и великом». Толстой в письме писал Гусеву: «Как хороша Ваша выписка из Чехова! Она просится в „Круг чтения“».
При жизни Чехова рассказ переводился на болгарский, немецкий и сербскохорватский языки.

## Персонажи
- Иван Иваныч — рассказчик
- Николай Иваныч — главный герой произведения, младший брат Ивана Иваныча, служил в казённой палате.
- Павел Константинович Алёхин — небогатый помещик, к которому заглядывает Иван Иваныч
- Буркин — друг и собеседник Ивана Иваныча.

## Сюжет
Иван Иваныч и Буркин идут по полю возле села Мироносицкое и решают зайти к приятелю-помещику Павлу Константинычу Алёхину, усадьба которого располагается неподалёку в деревне Софьино. Алёхин, «мужчина лет сорока, высокий, полный с длинными волосами, похожий больше на профессора или художника, чем на помещика», встречает гостей на пороге амбара, в котором шумит веялка. Одежда его грязна, а лицо черно от пыли. Он рад гостям и предлагает им пройти в купальню. Помывшись и переодевшись, Иван Иваныч, Буркин и Алёхин идут в дом, где за чашкой чая с вареньем Иван Иваныч рассказывает историю своего брата Николая Иваныча.
Детство братья провели на воле, в имении отца, который выслужил офицерский чин и оставил детям потомственное дворянство. После смерти отца у них отсудили именье за долги. Николай с девятнадцати лет сидел в казённой палате и мечтал купить себе маленькую усадебку и ни о чём другом просто не мог думать. Он всё время представлял себе будущую усадьбу, где непременно должен был расти крыжовник. Николай копил деньги, недоедал, женился без любви на некрасивой, но богатой вдове. Он держал жену впроголодь, а деньги её положил на своё имя в банк. Жена не вынесла такой жизни и умерла, а Николай купил себе именье, выписал двадцать кустов крыжовника, посадил их и зажил помещиком. Когда Иван Иваныч приехал навестить брата, то был неприятно поражён тем, как тот опустился, постарел и обрюзг. Он стал настоящим барином, много ел, судился с соседними заводами. Николай потчевал брата крыжовником, и по нему было видно, что он доволен своей судьбой и самим собой.
При виде этого счастливого человека Иваном Иванычем «овладело чувство, близкое к отчаянию». Всю ночь, проведённую им в усадьбе, он думал о том, как много людей в мире страдает, сходит с ума, пьёт, сколько детей умирает от недоедания. И сколько других людей живёт «счастливо», «днём ест, ночью спит, говорит свою чепуху, женится, старится, благодушно тащит на кладбище своих покойников». Ему подумалось, что за дверью каждого счастливого человека должен стоять «кто-нибудь с молоточком» и напоминать ему стуком, что есть несчастные, что рано или поздно с ним стрясётся беда, и «его никто не увидит и не услышит, как он сейчас не видит и не слышит других». Иван Иваныч, заканчивая свой рассказ, говорит, что счастья нет, а если в жизни есть смысл, то он не в счастье, а в том, чтобы «делать добро».
Ни Буркин, ни Алёхин не удовлетворены рассказом Ивана Иваныча. Им было скучно слушать про чиновника, который ел в своем имении крыжовник. Вместо этого они с удовольствием бы поговорили об изящных людях или о женщинах — об этом им напоминала вся обстановка в доме и снующая мимо них красивая горничная Пелагея. Алёхин не вникает, справедливы ли слова Ивана Иваныча. Речь шла не о крупе, не о сене, а о чём-то, что не имело к его жизни прямого отношения. Но он рад и хочет, чтобы гости продолжали беседу. Однако время позднее, хозяин и гости отправляются спать.

## Экранизация
По мотивам рассказа «Крыжовник» в 1967 году снят одноимённый телевизионный фильм. Режиссеры: Леонид Пчёлкин, Всеволод Платов, Лидия Ишимбаева. В ролях: Иван Иванович — Александр Борисов; Николай Иванович — Николай Гриценко; Павел Константинович — Юрий Яковлев; Буркин — Всеволод Платов.
В 2007 году вышел одноимённый американский фильм режиссёра Кристофера Комптона.